# António Reis (engenheiro)
António José Luís dos Reis ComM (Funchal, 1949) é engenheiro civil português.  Formado no Instituto Superior Técnico em 1972 e concluiu o doutoramento em 1977, pela Universidade de Waterloo. É professor catedrático do Instituto Superior Técnico.
Em 1997 foi vencedor do Prémio Secil devido à Ponte João Gomes do Funchal. A 17 de janeiro de 2006, foi agraciado com o grau de Comendador da Ordem do Mérito por Jorge Sampaio.

## Obras
- Ponte dos Socorridos, em Câmara de Lobos
- Ponte João Gomes, no Funchal
- Ponte do Freixo, no Porto
- Ponte Rainha Santa Isabel, em Coimbra